# Revolutionaire Unie voor Internationalistische Solidariteit

Vlag van de RUIS.

De Revolutionaire Unie voor Internationalistische Solidariteit (RUIS) (Grieks: Επαναστατικός Σύνδεσμος Διεθνιστικής Αλληλεγγύης) is een anarchocommunistische organisatie uit Griekenland. Het maakt deel uit van het Internationaal Vrijheidsbataljon dat vecht in de Syrische Burgeroorlog. De RUIS wil een wereldwijde sociale revolutie, maar focust zich specifiek op oorlogsgebieden in een onafhankelijkheidsstrijd. Momenteel vecht de RUIS voor de afscheiding van Koerdistan van het Ba'athistische Syrië.
Volgens de RUIS vertoont de status van Koerden in Syrië gelijkenis aan een onderdrukte arbeidersklasse. Binnen de Koerdische gemeenschap in Rojava is volgens de RUIS geen bourgeoisie, aangezien de Koerden als geheel onderdrukt worden.
De RUIS gelooft dat de Islamitische Staat geholpen wordt door theocratische en economische elites uit het Midden Oosten.